# 上清寺

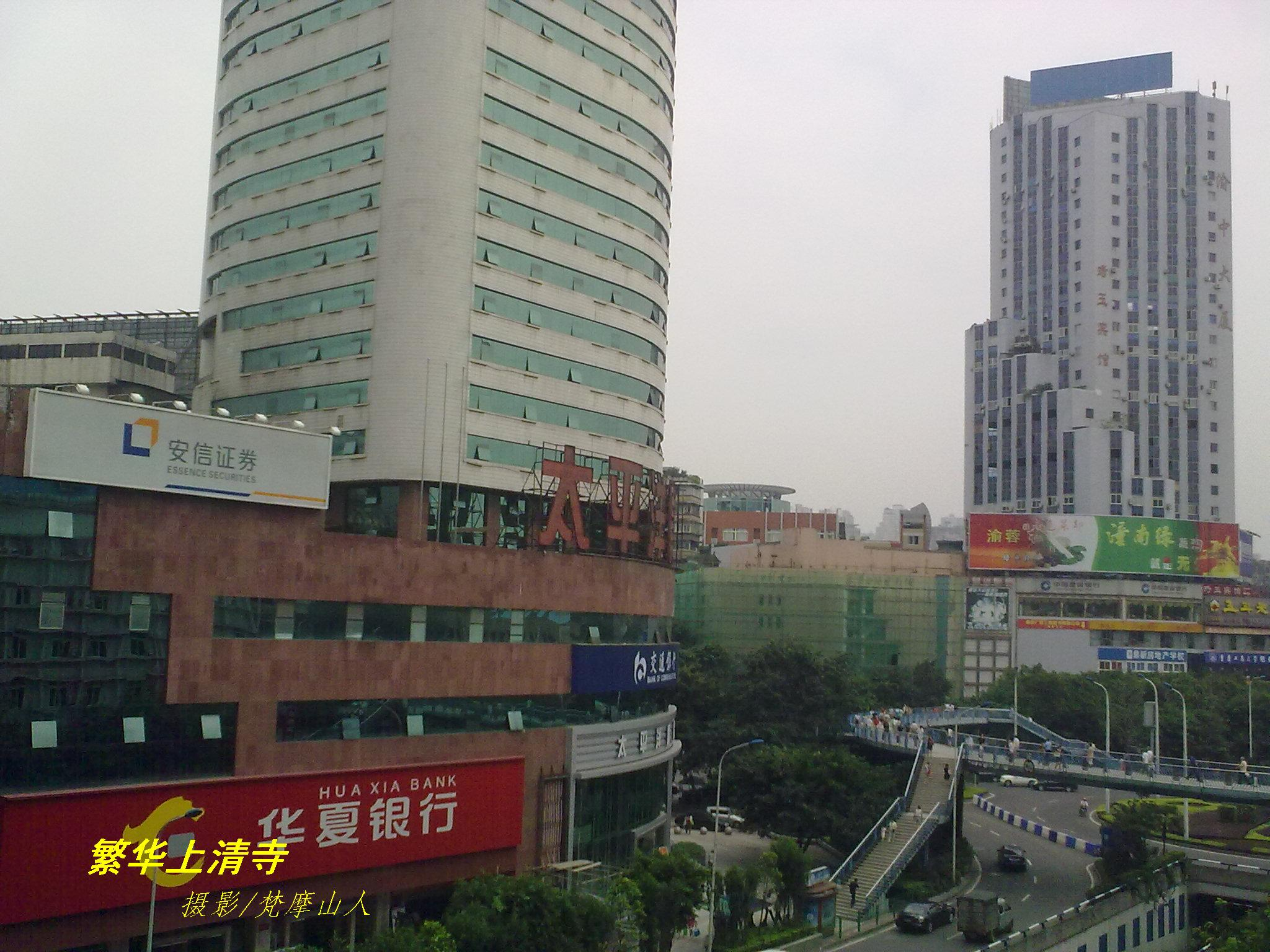

上清寺为重庆市渝中区一地名，与牛角沱临近，是重庆市城区主要交通枢纽之一，也是重庆市政府机关最集中的地方。重庆市人民政府及中共重庆市委位于此地，附近还有重庆市的标志性建筑——重庆市人民大礼堂及中国三峡博物馆，以及其他景点：曾家岩50号、桂园、人民广场。
關於上清寺的作品有羅渝所著的都市探險小說《失踪的上清寺》。